# Campionati sloveni di sci alpino 1995
I Campionati sloveni di sci alpino 1995 si svolsero a Golte e a Maribor tra il 1º febbraio e il 30 marzo. Il programma incluse gare di discesa libera, supergigante, slalom gigante, slalom speciale e combinata, sia maschili sia femminili.
Trattandosi di competizioni valide ai fini del punteggio FIS, vi parteciparono anche sciatori di altre federazioni, senza che questo consentisse loro di concorrere al titolo nazionale sloveno.

## Risultati

### Uomini

#### Discesa libera
| Pos. | Atleta             | Nazione  | Tempo   |
| ---- | ------------------ | -------- | ------- |
| 1    | Matej Jovan        | Slovenia | 1:11,74 |
| 2    | Jernej Koblar      | Slovenia | 1:11,90 |
| 3    | Peter Pen          | Slovenia | 1:12,14 |
| 4    | David De Costa     | Slovenia | 1:12,27 |
| 5    | Rene Mlekuž        | Slovenia | 1:12,39 |
| 6    | Ožbi Ošlak         | Slovenia | 1:12,45 |
| 7    | Reinhold Gappmaier | Austria  | 1:12,49 |
| 8    | Jan Weiss          | Austria  | 1:12,52 |
| 9    | Aleš Brezavšček    | Slovenia | 1:12,66 |
| 10   | Christian Reiter   | Austria  | 1:12,93 |

Data: 1º febbraio

Località: Maribor

#### Supergigante
| Pos. | Atleta             | Nazione  | Tempo   |
| ---- | ------------------ | -------- | ------- |
| 1    | Jure Košir         | Slovenia | 1:21,89 |
| 2    | Matej Jovan        | Slovenia | 1:22,73 |
| 3    | Mitja Kunc         | Slovenia | 1:22,81 |
| 4    | Jernej Koblar      | Slovenia | 1:22,94 |
| 5    | Gašper Kontrec     | Slovenia | 1:23,80 |
| 6    | Reinhold Gappmaier | Austria  | 1:24,21 |
| 7    | Aleš Brezavšček    | Slovenia | 1:24,29 |
| 8    | David De Costa     | Slovenia | 1:24,51 |
| 9    | Christian Reiter   | Austria  | 1:24,76 |
| 10   | Rene Mlekuž        | Slovenia | 1:24,78 |

Data: 2 febbraio

Località: Maribor

#### Slalom gigante
| Pos. | Atleta     | Nazione  |
| ---- | ---------- | -------- |
| 1    | Jure Košir | Slovenia |
| 2    | ?          | ?        |
| 3    | ?          | ?        |

#### Slalom speciale
| Pos. | Atleta             | Nazione  | Tempo   |
| ---- | ------------------ | -------- | ------- |
| 1    | Jure Košir         | Slovenia | 1:24,55 |
| 2    | Gregor Grilc       | Slovenia | 1:26,10 |
| 3    | Mitja Kunc         | Slovenia | 1:26,29 |
| 4    | Matjaž Vrhovnik    | Slovenia | 1:26,65 |
| 5    | Hermann Schiestl   | Austria  | 1:26,81 |
| 6    | Matej Jovan        | Slovenia | 1:27,40 |
| 7    | Heinz Schilchegger | Austria  | 1:27,46 |
| 8    | Rene Mlekuž        | Slovenia | 1:27,64 |
| 9    | Aleš Brezavšček    | Slovenia | 1:28,02 |
| 10   | Izidor Jerman      | Slovenia | 1:28,10 |

Data: 30 marzo

Località: Golte

#### Combinata
| Pos. | Atleta      | Nazione  |
| ---- | ----------- | -------- |
| 1    | Matej Jovan | Slovenia |
| 2    | ?           | ?        |
| 3    | ?           | ?        |

### Donne

#### Discesa libera
| Pos. | Atleta               | Nazione  | Tempo   |
| ---- | -------------------- | -------- | ------- |
| 1    | Mojca Suhadolc       | Slovenia | 1:13,64 |
| 2    | Špela Bračun         | Slovenia | 1:15,18 |
| 3    | Andreja Potisk Ribič | Slovenia | 1:15,42 |
| 4    | Maja Škerjanec       | Slovenia | 1:15,63 |
| 5    | Nataša Bokal         | Slovenia | 1:15,92 |
| 6    | Katarina Breznik     | Slovenia | 1:16,10 |
| 7    | Marianna Salchinger  | Austria  | 1:16,28 |
| 8    | Anja Kalan           | Slovenia | 1:16,50 |
| 9    | Tina Bogataj         | Slovenia | 1:16,85 |
| 10   | Barbara Kalan        | Slovenia | 1:17,16 |

Data: 1º febbraio

Località: Maribor

#### Supergigante
| Pos. | Atleta               | Nazione  | Tempo   |
| ---- | -------------------- | -------- | ------- |
| 1    | Mojca Suhadolc       | Slovenia | 1:18,78 |
| 2    | Andreja Potisk Ribič | Slovenia | 1:20,67 |
| 3    | Karin Köllerer       | Austria  | 1:21,01 |
| 4    | Alenka Dovžan        | Slovenia | 1:21,10 |
| 5    | Ingrid Stöckl        | Austria  | 1:21,24 |
| 6    | Špela Bračun         | Slovenia | 1:21,26 |
| 7    | Stefanie Schuster    | Austria  | 1:22,03 |
| 8    | Urška Hrovat         | Slovenia | 1:22,29 |
| 9    | Nataša Bokal         | Slovenia | 1:22,56 |
| 10   | Katarina Breznik     | Slovenia | 1:23,08 |

Data: 2 febbraio

Località: Maribor

#### Slalom gigante
| Pos. | Atleta        | Nazione  |
| ---- | ------------- | -------- |
| 1    | Špela Pretnar | Slovenia |
| 2    | ?             | ?        |
| 3    | ?             | ?        |

#### Slalom speciale
| Pos. | Atleta         | Nazione  |
| ---- | -------------- | -------- |
| 1    | Mojca Suhadolc | Slovenia |
| 2    | ?              | ?        |
| 3    | ?              | ?        |

#### Combinata
| Pos. | Atleta       | Nazione  |
| ---- | ------------ | -------- |
| 1    | Špela Bračun | Slovenia |
| 2    | ?            | ?        |
| 3    | ?            | ?        |